# 西苑站 (昆明市)
西苑站是昆明地铁3号线的地铁车站，位于中华人民共和国云南省昆明市西山区与五华区交界处人民西路与科华路交叉口西侧，于2017年8月29日开通。

## 车站结构
西苑站位于人民西路与科华路交叉口西侧，沿人民西路设置，呈东西走向，为地下两层岛式站台车站，车站长179米，标准段宽19.7米，车站地下一层为站厅层，地下二层为站台层，站台设置全高站台门。
| 地面              | 出入口 | B、C、D出入口 |
| 地下一层          | 站厅   | 客服中心、自动售票机、验票机                                                                                      |
| 地下二层          | 站台   | \| \| \| █ 3号线往西山公园（昌源中路） \| \| 島式 · 開左邊车门 \| \| \| \| \| \| █ 3号线往东部汽车站（梁家河） \| |
|                   |        | █ 3号线往西山公园（昌源中路）                                                                                     |
| 島式 · 開左邊车门 |        | |
|                   |        | █ 3号线往东部汽车站（梁家河）                                                                                     |

## 出入口
西苑站目前开放3个出入口，各出口及周围设施如下所示：
| 编号                  | 地点     | 建议前往的目的地                             | 照片 |
| --------------------- | -------- | -------------------------------------------- | ---- |
| 出口 · B              | 人民西路 | 云南省肿瘤医院                               |      |
| 出口 · C              | 人民西路 | 山灞大厦、西城心景、高新南区社区卫生服务中心 |      |
| 出口 · D · 升降机标志 | 人民西路 | 昆明市高新第一小学、经典双城                 |      |
| 註： 設有             |          |                                              |      |

## 接驳交通

### 公交车
- 西苑立交桥：54路，58路，75路，115路，C26路，安宁11路，安宁K11路，安宁K6路

## 车站历史
本站建设时期工程名为西苑立交站，开通前确定以五一路站作为车站正式名称。
- 2012年4月14日，车站主体结构封顶[2]。
- 2017年8月29日，车站随3号线通车开通[1]。
- 2020年1月30日，受新冠疫情影响，车站暂停运营[4]。3月18日，车站恢复运营[5]。